# Houston Oilers 1962
La stagione 1961 degli Houston Oilers è stata la terza della storia della franchigia nell'American Football League. Per la terza stagione consecutiva gli Oilers giunsero fino alla finale di campionato ma per la prima volta uscirono sconfitti contro i Dallas Texans per 20–17 dopo due tempi supplementari.

## Scelte nel Draft AFL 1962
| Round | Player          | Position         | College                      |
| ----- | --------------- | ---------------- | ---------------------------- |
| 1     | Ray Jacobs      | Defensive Tackle | Howard Payne                 |
| 2     | Earl Gros       | Fullback         | Louisiana State              |
| 3     | Pete Case       | Tackle           | Georgia                      |
| 4     | Gary Cutsinger  | Defensive End    | Oklahoma State (from Boston) |
| 5     | Bill Rice       | End              | Alabama                      |
| 6     | Ray Pinion      | Guard            | Texas Christian              |
| 7     | Gus Gonzales    | Guard            | Tulane                       |
| 8     | Clyde Brock     | Defensive Tackle | Utah State                   |
| 9     | Larry Onesti    | Linebacker       | Northwestern                 |
| 10    | Bob Moses       | End              | Texas-Austin                 |
| 11    | John Thomas     | Guard            | McMurry                      |
| 12    | Jack Collins    | Halfback         | Texas-Austin                 |
| 13    | Royce Cassell   | End              | New Mexico State             |
| 14    | Glynn Griffing  | Quarterback      | Mississippi                  |
| 15    | Ken Shaffer     | Tackle           | Marquette                    |
| 16    | Billy Ray Adams | Fullback         | Mississippi                  |
| 17    | Bill Miller     | Defensive Tackle | New Mexico Highlands         |
| 18    | Art Perkins     | Halfback         | North Texas State            |
| 19    | Bobby Jancik    | Defensive back   | Lamar Tech                   |
| 20    | Joe Bob Isbell  | Guard            | Houston                      |
| 21    | Roland Jackson  | Fullback         | Rice                         |
| 22    | Ken Bolin       | Halfback         | Houston                      |
| 23    | Bill Van Buren  | Center           | Iowa                         |
| 24    | Boyd Melvin     | Tackle           | Northwestern                 |
| 25    | Bob Johnson     | Tackle           | Rice                         |
| 26    | Harold Hays     | Guard            | Mississippi Southern         |
| 27    | Roger McFarland | Halfback         | Kansas                       |
| 28    | Gary Henson     | End              | Colorado                     |
| 29    | Ron Osborne     | Tackle           | Clemson                      |
| 30    | Bob Clemens     | Halfback         | Pittsburgh                   |
| 31    | Al Kimbrough    | Halfback         | Northwestern                 |
| 32    | Al Lerderle     | End              | Georgia Tech                 |
| 33    | Don Talbert     | Tackle           | Texas                        |

## Calendario
| Stagione regolare |                       |                    |                    |
| Turno             | Avversario            | Risultato          |                    |
| 1                 | at Buffalo Bills      | V 28–23            |                    |
| 2                 | at Boston Patriots    | S 34–21            |                    |
| 3                 | at San Diego Chargers | V 42–17            |                    |
| 4                 | Settimana di pausa    | Settimana di pausa | Settimana di pausa |
| 5                 | Buffalo Bills         | V 17–14            |                    |
| 6                 | New York Titans       | V 56–17            |                    |
| 7                 | at Denver Broncos     | S 20–10            |                    |
| 8                 | Dallas Texans         | S 31–7             |                    |
| 9                 | at Dallas Texans      | V 14–6             |                    |
| 10                | at Oakland Raiders    | V 28–20            |                    |
| 11                | Boston Patriots       | V 21–17            |                    |
| 12                | San Diego Chargers    | V 33–27            |                    |
| 13                | Denver Broncos        | V 34–17            |                    |
| 14                | Oakland Raiders       | V 32–17            |                    |
| 15                | at New York Titans    | V 44–10            |                    |

### AFL Championship Game
Dallas Texans 20, Houston Oilers 17 (2TS)
23 dicembre, 1962, al Jeppesen Stadium, Houston, Texas
Pubblico: 37.981
|        | 1 | 2  | 3 | 4  | OT | 2TS | Totale |
| ------ | - | -- | - | -- | -- | --- | ------ |
| Texans | 3 | 14 | 0 | 0  | 0  | 3   | 20     |
| Oilers | 0 | 0  | 7 | 10 | 0  | 0   | 17     |

## Classifiche
| AFL Eastern Division | AFL Eastern Division | AFL Eastern Division | AFL Eastern Division | AFL Eastern Division | AFL Eastern Division | AFL Eastern Division | AFL Eastern Division | AFL Eastern Division | AFL Eastern Division |
|                      | V                    | S                    | P                    | %                    | DIV                  | PF                   | PS                   | Str.                 |                      |
| -------------------- | -------------------- | -------------------- | -------------------- | -------------------- | -------------------- | -------------------- | -------------------- | -------------------- | -------------------- |
| Houston Oilers       | 11                   | 3                    | 0                    | .786                 | 5–1                  | 387                  | 270                  | V7                   |                      |
| Boston Patriots      | 9                    | 4                    | 1                    | .692                 | 4–1–1                | 346                  | 295                  | S1                   |                      |
| Buffalo Bills        | 7                    | 6                    | 1                    | .538                 | 1–4–1                | 309                  | 272                  | V2                   |                      |
| New York Titans      | 5                    | 9                    | 0                    | .357                 | 1–5                  | 278                  | 423                  | S3                   |                      |

Nota: I pareggi non venivano conteggiati ai fini della classifica fino al 1972.